# Фудбалска репрезентација Енглеске
Фудбалска репрезентација Енглеске национални је фудбалски тим који представља Енглеску на међународним такмичењима; под контролом је Фудбалског савеза Енглеске (ФА), владајућег тела за фудбал у тој земљи.
Енглеска је једна од две најстарије фудбалске репрезентације на свету. Заједно са репрезентацијом Шкотске, Енглеска је одиграла прву међународну и професионалну утакмицу 1872. године на стадиону Вембли у Лондону, а њихово седиште је парк Светог Ђорђа у Бертону на Тренту.
Иако је део Уједињеног Краљевства, Енглеска, као и остале земље УК, имају самосталне фудбалске савезе који, исто тако, наступају на континенталним првенствима. Међутим, на Олимпијским играма, енглески фудбалери наступају за Велику Британију, јер на овом такмичењу савези Велике Британије не могу наступати одвојено.
Енглеска је међу осам репрезентација које су освајале Светско првенство, а прва и једина титула освојена је 1966. када је Енглеска била и домаћин такмичења. У финалу је побеђена Западна Немачка после продужетака. Од свих светских првака, Енглеска је једина која је титулу шампиона освојила у домовини, а не у некој другој земљи. Мимо титуле шампиона из 1966, Енглеска је два пута стизала до полуфинала Мундијала — на првенству 1990. у Италији (у борби за бронзану медаљу поражена је од домаћина), а на Мундијалу 2018. у Русији такође је заузела четврто место пошто је Белгија била боља у утакмици за треће место. Енглеска је на трећем месту по броју учешћа на Светским првенствима, одмах иза Бразила и Немачке.
Међу пет европских земаља које су бар једном освојиле Светско првенство, Енглеска једина никада није освојила титулу европског првака. Стизала је до полуфинала Европског првенства 1968. и 1996. када је била домаћин.
Главни ривал енглеске екипе је Шкотска, која јој је била противник на првој међународној фудбалској утакмици 1870, а затим на првој званичној међународној утакмици 1872. У другој половини двадесетог века, створена су још два велика ривалства: с репрезентацијом Немачке и с репрезентацијом Аргентине.
Енглеска фудбалска репрезентација своје мечеве игра на стадиону Вембли у Лондону који је уједно и национални фудбалски стадион. Селекција носи два надимка: Горди албион (енгл. Perfidious Albion) и Три лава (енгл. The Three Lions).

## Историја

### Период од 1870. до 1918. године
Између 1870. и 1872, Чарлс Алкок је организовао пет међународних мечева под покровитељством Енглеске фудбалске федерације између националних тимова Енглеске и Шкотске. Ове утакмице су претеча модерних међународних сусрета. Иако су се у време одржавања називале међународним утакмицама, Фифа их као такве не признаје јер су играчи који су чинили шкотску екипу били само Шкоти са пребивалиштем у Лондону.
Када је Енглеска одиграла прву утакмицу у гостима против Шкотске 30. новембра 1872. на стадиону у Глазгову, била је то прва званична међународна утакмица у историји фудбала. Овај меч завршен је нерешено без голова (0 : 0). Шкотска је нанела први пораз Енглеској репрезентацији 7. марта 1874, а резултат је био 2 : 1.
Од 18. јануара 1879. и меча против Велса, Енглеска је почела да игра и против других репрезентација мимо Шкотске. Пошто се активно, 1882, укључила и Северна Ирска, дошло је до стварања међународног такмичења, Британског фудбалског првенства, које је било званично од 1884. Између те године и 1914. доминирали су Шкотска и Енглеска, које су током тог периода освојиле 19 титула. Дана 5. априла 1902, дошло је до прве, велике, катастрофе на фудбалским теренима у Великој Британији. Сусрет између Енглеске и Шкотске на стадиону Ајброкс у Глазгову резултирао је са 12 смртних случајева и 527 повређених навијача.
Године 1908, енглески савез је организовао прву турнеју тима изван британских острва да би играо против тимова из континенталне Европе. Енглеска се састала са репрезентацијама Аустрије, Мађарске, Бохемије (данашње Чешке) и сваки меч је добила убедљивим резултатом. Посебно је убедљив био тријумф над Аустријом од 11 : 1.
Током Првог светског рата, 1914. године, у Енглеској су прекинуте међународне фудбалске утакмице. Тек након окончања Великог рата, 19. октобра 1919, поново се активирао репрезентативни фудбал и то пријатељским утакмицама против Ирске. Пре ове утакмице, такође 1919, Енглеска је одиграла две утакмице против Шкотске и против Велса. Међутим, оне се не сматрају међународним, већ мечевима ратног периода, па стога не спадају у службене мечеве. У том периоду, бивши капитен репрезентације, Стиви Блумер, јула 1914, отишао је да тренира немачки тим Берлин Британија, те је завршио у затвору.

### Период између два рата (1919—1941)
Читаве 1920-те су биле мрачна деценија за комплетну Енглеску, па тако и за фудбалску селекцију која је само једном успела да победи на Британском домаћем првенству и то 1927. године. Ту титулу су тада поделили са Шкотском. С друге стране, у истом периоду, Енглеска је у три наврата завршавала последња на такмичењу. Тридесете године су биле успешније с три наслова првака, али су остале далеко од перформанси приказаних пре рата.
Почетком тридесетих година двадесетог века, Енглеска је одбила да учествује на Светским фудбалским првенствима, а како ни Велика Британија више није учествовала на Олимпијским играма, овој репрезентацији остало је само такмичење у склопу Британског првенства, те пријатељски мечеви ван Британије на којима су често слали аматерске играче, а не професионалце. Двадесетих година двадесетог века, аматерски репрезентативци доживели су прве неуспехе. Фудбалски савез Енглеске не признаје пораз забележен у Паризу 5. маја 1921. године против Француске од 2 : 1, јер Енглеска није наступила са професионалним играчима. Након овог пораза, савез је донео одлуку да се и ван Енглеске шаље најјача репрезентација, састављена од играча који су наступали у Енглеској фудбалској лиги (основаној још 1888).
Дана 15. маја 1929, Енглеска је претрпела и први пораз ван Британије и то од Шпаније у Мадриду резултатом 4 : 3. Француска је друга земља која је нанела пораз Енглеској, 14. маја 1931, од 5 : 2. Код куће, прва екипа која је пружила озбиљан отпор Енглезима, не укључујући остале британске тимове, је и Аустрија 7. децембра 1932. У изузетно офанзивној утакмици, Енглеска је ипак славила са 4 : 3. Дана 14. новембра 1934. Италија, актуелни светски првак, одиграла је посебно тврд и агресиван меч (назван и Битком код Хајберија). Италијански су на крају изгубили са 3 : 2.
Као и током Првог светског рата, од 1939. у Енглеској су обустављене међународне фудбалске утакмице. Наставак истих уследио је тек 28. септембра 1946.

### Крај изолације енглеског фудбала. Дебитовање на Светском првенству (1946—1962)
После Другог светског рата, енглеска федерација пристала је да се придружи Фифи. Ова промена става отвара нове перспективе националном тиму, омогућавајући му да изађе на светску сцену и учествује у квалификацијама за Светско првенство 1950. Истовремено, под вођством Стенли Роуза, Енглеска напушта систем селекционе комисије коју је водила федерација, те на чело тима поставља једног човека, Валтера Винтерботома, који је тако постао први тренер Енглеске репрезентације.
Репрезентација се квалификовала на Светски куп 1950. захваљујући првом месту на Британском првенству. Уочи завршног турнира Светског купа, чији је домаћин био Бразил, јавност је очекивала потврду доминације. У првом мечу на турниру побеђен је Чиле са 2 : 0, али су уследила два шокантна, минимална, пораза од Сједињених Америчких Држава и Шпаније, те се, на изненађење комплетне фудбалске јавности, Горди албион враћа кући већ после групне фазе.
Четири године касније, Енглеска се на исти начин, преко Британског првенства, успела квалификовати на Светско првенство. Ипак, исте године, репрезентација је претрпела праву катастрофу, пошто је у пријатељском сусрету у Будимпешти репрезентација Мађарске декласирала Горди албион са нестварних 7 : 1 што је уједно и највећи пораз у историји Енглеске репрезентације. Домаћин првенства била је Швајцарска. Као и 1950, постојале су четири групе од по четири екипе, али прве две из сваке групе, по први пут. ишле су у четвртфинале. Међутим, сваки тим је играо само два меча у својој групи тако да се Енглеска сусрела у групи с Белгијом, Швајцарском и Италијом, али се није састала с Италијом. У свом првом мечу, Енглеска је извукла нерешен резултат, након продужетака, против Белгије (4 : 4), а затим је победила Швајцарску са 2 : 0 у другом мечу групе и тако се пласирала у четвртфинале. Међутим, у четвртфиналу су поражени од актуелног првака света, селекције Уругваја, резултатом 2 : 4 и тако су завршили наступ на овом шампионату.
На Светском купу 1958. у Шведској, за разлику од 1954, тимови су у групама играли три меча уместо два. Енглеска се на овом првенству по први пут сусрела са Бразилом, али упркос очекивањима јавности, овај меч завршен је без победника и без голова, 0 : 0. У преостала два сусрета, Енглеска је такође забележила два нерешена резултата: 2 : 2 против СССР и 2 : 2 против Аустрије, која је у два наврата водила. Пошто су СССР и Енглеска имали исти број бодова и гол-разлику, одиграли су плеј-оф меч за пролазак у четвртфинале првенства. У том сусрету, Совјетски Савез је славио минималним резултатом (1 : 0), па се Енглеска поново после групне фазе вратила кући.
У квалификацијама за Мундијал 1962, Енглеска се нашла у групи са Португалијом и Луксембургом. Уз три победе и један нерешен резултат, Горди албион се квалификовао на првенство. На овом Мундијалу, чији је домаћин био Чиле, Енглеска се нашла у групи 4, заједно са селекцијама Мађарске, Бугарске и Аргентине. Након почетног и новог пораза од Мађарске од 2 : 1, уследила је победа против Аргентине (3 : 1) и нерешен резултат с Бугарском што је било довољно да се Енглеска са друге позиције нађе у четвртфиналу. Тамо је Енглеску чекала једна од најдоминантнијих репрезентација у историји фудбала — Бразил. Иако је Селесао повео у 31. минуту преко Гаринче, Хитченс је донео изједначење у 38. минуту. Међутим, у другом полувремену, офанзивнији Бразил је успео да головима Гаринче и Ваве доносе и коначан тријумф Бразилу од 3 : 1.
Још једном је четвртфинале било кобно за Енглеску, те се савез окренуо склапању и формирању екипе која ће за четири године на свом терену напасти титулу светског првака.

### Титула светског првака 1966.
Након неуспеха у квалификацијама за завршницу Европског првенства 1964, долази до смене селектора на клупи Енглеске. Уместо Волтера Винтерботома, репрезентацију преузима Алф Ремзи, док је за капитена именован Боби Мур.
Енглеска се као домаћин директно квалификовала на првенство, а у групи се нашла са селекцијама Уругваја, Мексика и Француске. Након забрињавајућег нерешеног резултата против Уругваја, уследиле су две идентичне победе од по 2 : 0 против Мексика и Француске. У овим мечевима посебно се истакао нападач Ливерпула, Роџер Хант, с три постигнута гола.
У четвртфиналу је побеђена репрезентација Аргентине минималним резултатом (1 : 0), а у полуфиналу једну од најбољих партија у репрезентативном дресу приказао је Боби Чарлтон. Треба напоменути да је капитен, Боби Мур, на овом мечу зауставио најбољег играча првенства Еузебија, а други Боби, Чарлтон, постигао два гола у овом полуфиналу против Португала и тако директно одвео Енглеску у финале Светског првенства.

#### Финале
Финале деветог Светског фудбалског првенства играло се на стадиону Вембли у Лондону, 30. јула 1966. године, а у финалу су се нашли домаћин Енглеска и селекција Западне Немачке. Поред посећености од 96.924 људи на стадиону, британска телевизијска публика досегла је број од 32,3 милиона гледалаца, што је чини најгледанијим телевизијским догађајем у Уједињеном Краљевству икада.
Западна Немачка је много боље отворила сусрет и већ у 12. минуту долази у вођство. Међутим, оно је трајало само шест минута пошто (након центаршута са скоро половине терена) сам на петерцу остаје Џеф Херст и главом доноси изједначење — 1 : 1. Након потпуне збрке у 78. минуту и не испуцавања лопте, енглески везњак Мартин Питерс шаље лопту у мрежу Ханса Тилковског за 2 : 1. Чинило се да су Енглези на прагу титуле светског првака, али након одбитка у 89. минуту, Волфганг Вебер се добро снашао у петерцу и постигао гол за 2 : 2. Енглески играчи су сматрали да је голу претходило играње руком, али швајцарски судија, Готфрид Диест, није поништио своју одлуку и уследили су продужеци.
У првом продужетку, Енглеска је створила неколико шанси. Након пет минута, Боби Чарлтон, фудбалер Манчестер јунајтеда, погодио је стативу и убрзо шутнуо још једном, али поред гола. У 11. минуту продужетка, Алан Бол је центрирао, а Џеф Херст се окренуо и шутирао из непосредне близине. Лопта је погодила доњи део пречке, одбила се, погодила гол-линију и изашла ван петерца. Судија Диест није био сигуран да ли је то био погодак и консултовао је линијског судију, Тофика Бахрамова из Азербејџана (који је тада био део Совјетског Савеза), који му је рекао да је лопта целим обимом прешла гол-линију, те је швајцарски судија признао гол. Публика на стадиону и публика од 400 милиона телевизијских гледалаца остала је подељеног мишљења по томе да ли је био гол или не. Немачки фудбалери оштро су критиковали ову одлуку, сматрајући гол нерегуларним, јер се према фудбалским правилима гол признаје тек када цела лопта пређе гол-линију. Бројне британске рачунарске анализе касније су установиле да је било потребно да лопта пређе још 2,5 до 6 центиметара да би гол био регуларан. Немци су истицали да је линијски судија из Совјетског Савеза намерно био наклоњен Енглезима, пошто је управо репрезентација СССР елиминисана у полуфиналу од Западне Немачке. Сама пречка је данас изложена на стадиону Вембли.
Минут пре краја другог продужетка, играчи Западне Немачке кренули су на све или ништа, тј. на тоталну офанзиву не би ли дошли до изједначења. Лопту, на својој половину, пресекао је Боби Мур и дугим пасом пронашао је Џефа Херста. Херст је трчао по левој страни, а када је ушао у шеснаестерац шутнуо је лопту што је јаче могао слабијом левом ногом према голу Тилковског. Циљ је био, како је сам Херст касније рекао, да лопту пошаље на трибине како би и тај минут што пре истекао те није размишљао о томе да ли ће лопта погодити мрежу. Међутим, својим трећим поготком на мечу, Херст је поставио коначан резултат (4 : 2) у корист Енглеске која је тако постала првак Света.

### Реконструкција тима (1970—1982)
Одмах након освајања титуле Светског првака, Енглеска је успела да дође до завршнице Европског првенства пошто је у двомечу била боља од Шпаније.
У полуфиналу актуелни Светски прваци састали су се, по први пут, са репрезентацијом Југославије и то једном од најјачих у историји ове земље. Голом Драгана Џајића у 86. минуту Енглеска је елиминисана, те није успела у намери да обједини титулу Светског и Европског првака. У мечу за треће место, Енглеска је савладала Совјетски Савез головима Бобија Чарлтона и Џефа Харста за коначних 2:0 и прву Европску медаљу.
Као актуелни Светски шампиони, Енглези су се директно квалификовали за Мундијал 1970. године чији је домаћин био Мексико. У групи су минималним резултатом савладани Румунија и Чехословачка, а једини пораз у групи, такође минималним резултатом 1:0, Енглеска је претрпела, поново, од Бразила. Ово је био трећи сусрет „Колевке фудбала” и „Земље фудбала”, а „Колевка” тј Енглеска ни у овом мечу није дошла до победе.
У четвртфиналу их је чекала реприза задњег финала, сусрет са Западном Немачком. Уврло сличном мечу као 1966. године, овога пута Енглеска је лако дошла до предности и то од 2:0 у 49.минуту, головима Алана Мулерија и Мартина Питерса, али су до краја регуларног дела „Панцери” Франца Бекенбауера и Уве Селера долазе до поравнања 2:2. Ипак, у овим продужецима Западна Немачка прва долази до гола у 108. минуту. Стрелац, испоставиће се, победничког гола био је Герд Милер кога су, до тог момента, Енглези одлично чували. Резултатом 3:2, Енглеска је елиминисана са шампионата, те је уследила и смена генерације.
У наредних десет година Енглеска репрезентација пропустила је два Европска првенства (1972. и 1976) и два Светска првенства (1974. и 1978) те су ове генерације оцењене као најлошије у фудбалској историји Енглеске. Репрезентација овај низ без учешћа на највећим шампионатима успева да прекине 1980. године, али на Европском првенству које је одржано у Италији, „Горди албион” успева да савлада само Шпанију, а поразом од Италије и дефинитивно су завршили као трећепласирани у групи и испали из борбе за неку од медаља.

### Повратак репрезентације на великим такмичењима и долазак Бобија Робсона (1982—1990)
На место селектора репрезентације 1982. године долази Боби Робсон који је пре Енглеске са великим успехом водио Ипсвич. За тринаест година на клуби овог, релативно, малог клуба, успео је да освоји ФА куп и УЕФА куп, а у сезона 1980/81. и 1981/82 са Ипсвичем је завршавао на другом месту Прве лиге. Први задатак Бобија Робсона наишао је на неуспех. У квалификацијама за Европско првенство 1984. године, Енглеска је поражена од директног конкурента за прво место у групи, Данске, а са истом селекцијом је једном и ремизирала, те није изборила одлазак на првенство.
Међутим, у наредним квалификацијама за Светско првенство 1986. године у Мексику, Енглеска је са четири победе и четири нерешена резултата, без пораза, заузела прво место у групи и пласирала се на Мундијал.
На самом шампионату Енглеска се нашла у групи Ф где је, на старту, поражена од Португала 1:0, а затим је и неочекивано ремизирала против Марока 0:0. Ипак, у задњем, пресудном, мечу на првенству убедљиво је савладана Пољска са 3:0, па је Енглеска изборила учешће у осмини финала као трећепласирана у групи (првопласиране селекције су ишле директно у четвртфинале). У осмини финала сјајном партијом двоструког стрелца, Герија Линекера, Енглеска је савладала Парагвај са 3:0 и заказала дуел са Аргентином са којом је, до тада, имала позитиван скор.

#### Ривалство с Аргентином
До 1986. године утакмице Енглеске и Аргентине нису привлачиле посебну пажњу светске јавности. Енглеска је до Мундијала 1986. забележила три победе из исто толико сусрета, а Аргентина, иако најтрофејнија репрезентација Јужне Америке, ни у једном од ови мечева није пружила озбиљнији отпор.
Међутим, напетост између ове две земље кулминирала је 1982. године, на политичком плану, око Фолкландских острва у Атлантском океану. У рату који је трајао од марта до јуна те 1982. године, Аргентина је претрпела три пута веће губитне, те је на крају и капитулирала.
Због ових догађаја Аргентинци су овај сусрет четвртфинала сматрала новим ратом против Енглеза. Сусрет је обележио Дијего Марадона уз два дата гола. Први, који је постигао руком, сам га је именовао да је то била "Божија рука", због свега што је Велика Британија направила његовом народу у Фолкландском рату, а други, који је постигао тако што је предриблао целу одбрану и голмана Енглеске, ФИФА је прогласила најлепшим голом у двадесетом веку.
Коначним резултатом 2:1, Енглеска је у четвртфиналу завршила ово Светско првенство у Мексику 1986. године.
Енглеска се квалификовала за Европско првенство 1988. остајући непоражена и завршивши прва у врло захтевној групи са: Југославијом, Северном Ирском и Турском. На самом шампионату Енглеска је претрпела праву катастрофу: три пораза из три меча! Република Ирска је славила са 1:0, Холандија предвођена Марком ван Бастеном 3:1, а истим резултатом славио је и Совјетски Савез.

### Неискоришћена генерација (1990—2000)
Енглеска квалификациона група за ЕУРО 1992 у Шведској такође укључује Републику Ирску, Турску и Пољску. Ове квалификације Енглеска је завршила као прва, без пораза. Током припремних утакмица побеђује једног од својих будућих противника на такмичењу, Француску која остаје у дугом низу без победе против Енглеске. На завршном турниру Енглеска није успела да се пробије до четвртфинала: после два ремија 0:0 против Данске и Француске, касније их је домаћин Шведска победила са 2:1 и тако их елиминисала са првенства. Ово је било једно од најнеефикаснијих наступа у историји Енглеске, с` обзиром да је на три сусрета постигнут само један гол (Дејвид Плат).
За Светско првенство 1994. жреб Енглеску сврстава у квалификациону групу коју су чинили: Норвешка, Холандија, Пољска, Турска и Сан Марино. „Горди албион” губи са 2:0 од Норвешке и Холандије, са истим ривалима је два пута играо нерешено, а после 1:1 са Пољском било је јасно да ће Енглеска пропустити Мундијал у Сједињеним Америчким Државама. Медији у Енглеској посебно су критиковали одбрану која је примила превише голова. Чак је и аутсајдер Сан Марино успео да постигне гол против њихове селекције. Енглеска је уз Данску и Француску највеће разочарење ових квалификација пошто све три нису успеле да се пласирају на завршни турнир. Због овог неуспеха са места селектора смењен је Тери Венејблс, а нови менаџер постаје Глен Ходли, дотадашњи менаџер Челсија.

#### Европско првенство у домовини, 1996.
Тридесет година након победе на Светском првенству 1966. године, Енглеска је организовала Европско првенство, а као домаћини аутоматски су се квалификовали за овај турнир. Нови менаџер Глен Ходли у тим уврштава нове играче и ствара препознатљив нападачки тандем на овом првенству Ширер - Шерингем.
Управо је дотадашњи играч Блекбурна, Алан Ширер, постигао први гол на шампионату за Енглеску против Швајцарске, али је меч ипак завршен резултатом 1:1. У вечитом дербију са Шкотском Енглеска је, без проблема, резултатом 2:0 славила и трасирала пут до четвртфинала. Већ споменути тандем Алан Ширер - Теди Шерингем потпуно је експлодирао у задњем мечу групе против Холандије. Уз по два дата гола Енглеска је декласирала великог ривала и делимично се реванширала за поразе из претходних квалификација за Светско првенство.
Пласман у полуфинале домаћини су обезбедили тек после једанаестераца. Против у четвртфиналу била је једна од дефанзивно најквалитетнијих селекција, Шпанија. Након 120 минута голова није било, а у пенал серији Енглеска је са 4:2 заказала меч полуфинала са Немачком.
Рани гол Алана Ширера у трећем минуту анулиран је у 16. када је стрелац за Немачку био Стефан Кунц. И овога пута су једанаестерци одлучивали о путнику у наредну, завршну, фазу првенства. У шестој серији голман Кепке прочитао је шут Гарета Саутгејта, да би Андрес Милер савладао Дејвида Симана и тако распршио наде Енглеској да може, на свом терену, до Европске титуле.
На овом првенству први пут је коришћено правило Златног гола у продужецима. Захваљујући Златном голу Оливера Бирхофа, Немачка је и освојила титулу Европског првака.
Глен Ходли остао је селектор и за Светско првенство које се 1998. године играло у Француској. Кроз квалификације доминирао је устаљени нападачки тандем, а Ширеру и Шерингему Ходли је придодао помоћ у виду Леса Фердинанда, Јан Рајта, а полако је у систем уводио и фудбалере Манчестер Јунајтеда у првом реду Пола Сколса и Герија Невила. Квалификације су завршили као првопласирани уз само један пораз од Италије.
На Мундијал Ходли је одлучио да поведе и двадесетогодишњака из Ливерпула, Мајкла Овена.
На самом шампионату у групи Г, Енглеска је са 2:0 савладала Тунис и Колумбију, предвођену Карлосом Валдерамом и осталим ветеранима који су учествовали и на првенству 1990. године у Италији. Међутим, Румунија предвођена Георги Хаџијем поразила је Енглеску са 2:1 и са друге позиције ове групе послала их у осмину финалу на првопласирану селекцију из групе Х, а то је била Аргентина.
У сусрету препуном тензија, већ у уводних 10 минута виђена су два једанаестерца. Први је за Аргентину у гол претворио Габријел Омар Батистута, да би у 10 минуту са беле тачке био прецизан и Алан Ширер. До потпуног преокрета Енглеска долази преко најмлађег играча, Мајкла Овена у 16 минуту. На истеку првог полувремена Хавијер Занети доноси ново поравнање, 2:2. До краја сусрета није било голова, а у пенал рулету у петој серији трагичар за „Горди албион” био је тадашњи играч Лидса Дејвид Бети, те је једна од најмлађих селекција Енглеска завршила наступ у осмини финала.

### Ериксенова Енглеска (2001—2006)
После елиминације у групној фази такмичења на Европском првенству 2000. године, долази до нове смене на клупи Енглеске. По први пут за 120 година на место селектора постављен је странац, а не Британац. Кевина Кигана, енглеску фудбалску легенду мења Швеђанин Свен Горан Ериксон.
Своје прве веће симпатије Ериксон је попримио након квалификационе победе над Немачком у Берлину од 5:1. Ипак, Енглеска је у задњем колу квалификација против Грчке тражила макар бод да би се пласирала на Мундијал у Јапану и Јужној Кореји. Грчка је водила све до 93. минута када Дејвид Бекам голом са 30 метара удаљености доноси изједначење и постаје јунак нације.. Иначе, управо је Ериксон именовао Бекама за новог капитена репрезентације пошто се од репрезентације опростио Алан Ширер
На самом првенству Енглеска се нашла у такозваној „групи смрти” заједно са селекцијама: Нигерије, Шведске и Аргентине која је била и главни фаворит за освајање Светског првенства. У премијерном мечу на првенству Енглеска је одиграла само нерешено против Шведске 1:1, а пет дана касније у мечу који се највише очекивао, успели су да се реванширају Аргентини за два болна пораза 1986. и 1998. године. Мајкл Овен је у завршници првог полувремена изнудио једанаестерац од стране Покетина, а прецизан са беле тачке био је капитен Дејвид Бекам. У задњем мечу групе Енглеска и Нигерија ремизирали су без голова, али пошто Аргентина није успела да савлада Шведску, на изненађење многих, Аргентина је елиминисала из ове групе заједно са Нигеријом.
У осмини финала Енглеска је без икаквих проблема савладала Данску са 3:0, а у четвртфиналу их је чекао Бразил који је у својој групи имао све победе. Енглеска је била благи фаворит и повела је голом Мајкла Овена, да би у финишу првог полувремена изједначење донео Ривалдо. Кључни моменат не само на овом мечу већ на целоме првенству догодио се у 50 минуту. На око 37 метара од гола Дејвида Симана направљен је прекршај. Са десне стране Роналдињо се спремао да упути центаршут, али се у једном моменту одлучио да промени одлуку и упути директан ударац ка голу Енглеске. Симан је био изненађен те је, заједно са лоптом, завршио у мрежи. Иако је касније управо Роналдињо добио црвени картон, резултат је остао непромењен, па је Енглеска још једном елиминисана у четвртфиналу Светског првенства.
Идентичан састав наступио је и на ЕУРУ 2004. године, с` тим што је овога пута Енглеска била појачана и младим тинејџером из Евертона Вејном Рунијем, који је имао тек навршених 18 година. Једини играч који није наступао за неки клуб из Премијер лиге био је Овен Харгривс, играч Бајерн Минхена. Енглеска је такмичење отворила сусретом против актуелног првака Европе, Француске. Голом Френка Лампарда „Горди албион” је водио све до 90. минута, када Зинедин Зидан прво из слободног ударца доноси изједначење, а два минута касније у судијској надокнади из пенала и победу Француске од 2:1. У другом мечу групе прорадио је Руни. Руни је са два гола трасирао пут својој репрезентацији до прве победе на првенству (коначан резултат поставио у 82. минуту Стивен Џерард, 3:0). Овим голом Вејн Руни постао је најмлађи стрелац у историји Европских првенстава, али тај рекорд је држао само четири дана пошто ће, управо, Швајцарац, Јохан Вонлантен, оборити његов рекорд голом против Француске. У задњем мечу групе савладана је Хрватска са 4:2, а Руни је, поново био двоструки стрелац на мечу. Као другопласирана селекција, Енглеска је ишла на првопласирану из групе А, а то је био домаћин Португал. Енглеска је слично као и у четвртфиналу Светског првенства 2002. године, брзо повела. Већ у трећем минуту стрелац је био Мајкл Овен. Међутим, у 83. минуту Португал долази до изједначења преко Хелдера Постиђе. У продужецима су виђена још два гола: Руи Коста је погодио за 2:1 у 110.минуту, а Френк Лампард у 115. за 2:2. Уследили су једанаестерци. Драматично су исти и почели пошто се један од најбољих извођача пенала и прекида, уопште, Дејвид Бекам, оклизнуо приликом извођења првог. У трећој серији пенал Руи Косте је прочитан, па је, убрзо, резултат био 5:5. Тада у хероја израста голман Португала, Рикардо који прво, без рукавица, голим рукама, зауставља ударац Даријус Васела, а онда и сам постиже гол за елиминацију Енглеске од 6:5, након пенала,. Капитен ове репрезентације, Дејвид Бекам, касније је причао да су од 1998. па све до 2006. године постојала велика ривалства из клубова, те су играчи долази у репрезентацију формирајући три различита табора, групе и да није постојала здрава атмосфера да се направи корак даље, као што је то случај био у бразилској селекцији
Задњу шансу да дође до неког трофеја ова репрезентација, која ће се у британским медијима често окарактерисати као „Изгубљена генерација” (енг. Lost generation), имала је на Мундијалу у Немачкој 2006. године. У групи су у прва два меча прилично лако савладани Парагвај (гол Дејвида Бекама са близу 40 метара удаљености), дебитант на првенствима селекција Тринидада и Тобага (2:0), а са Шведском, коју је предводио и овај пут Хенрик Ларсон, подељени су бодови (2:2). Ипак, Енглеска је са првог места групе Б отишла у осмину финала. Минималним резултатом савладан је Еквадор, а онда је на ред дошао фамозни меч четвртфинала и нови окршај са Португалом. Енглеска је желела реванш, али у том сусрету који је одигран 1. јула 2006. година није се видео квалитетан фудбал. Након 120 минута голова није било, па су победника, као и 2004. године, одлучивали једанаестерци. Енглези су били очајни у овој пенал серији. Промашили су: Лампард, Џерард и Карагер, па је на крају четврте серије голом Кристијана Роналда, Португал изборио пласман у полуфинале резултат 3:1, након једанаестераца.
Након овог пораза са места селектора смењен је Свен Горан Ериксон који је на три велика првенства сва три пута такмичење завршавао у четвртфиналима. За новог селектора изабран је био Стив Макларен.

### Катастрофа у квалификацијама за Европско првенство 2008.
Нови менаџер Енглеске, Стив Макларен, преузео је функцију одмах након Светског првенства 2006. године. Стаменог штопера Челсија, Џона Терија, именовао је за капитена и одлучио да Дејвида Бекама, који је, још увек био играч Реал Мадрида, не позове у тим скоро годину дана. Макларен је желео да направи смену генерација, оставивши Герија и Фила Невила као једине играче старије од 30 година који су редовно били укључени у овим квалификацијама
Енглеска је добро започела своју квалификациону кампању за Европско првенство 2008. године, победивши Андору 5:0 и победивши 1:0 против Македоније у Скопљу. Међутим, потом су ремизирали 0:0 код куће са Македонијом, а затим претрпели пораз од 2:0 у гостима од Хрватске. Притисак на Макларена повећао се када је Енглеска ремизирала 0:0 на гостовању Израелу, а у сусрету са Андором требало им је пуних сат времена да постигну први гол (на крају су славили са 3:0).
У квалификационој утакмици против Естоније пет дана пошто је отворен нови стадион Вембли (1. јула 2007. године), Мајкл Овен је оборио Линекеров рекорд по броју голова за Енглеску у такмичарским међународним утакмицама. Након даљих победа над Израелом, Русијом и Естонијом поново, све резултатом 3:0, још једна победа против Русије би гарантовала квалификације, али упркос томе што је Енглеска повела преко Рунија, Русија се вратила и головима Романа Пављиченка победила 2:1.
Каснији пораз Русије од Израела пружио је Енглеској још једну прилику - сада им је био потребан реми против Хрватске која се већ била квалификовала. Како су Овен, Руни и Тери изгубили место у стартној постави, Макларен је позвао играче који нису били у форми, као што су Мика Ричардс, Вејн Бриџ, Џо Лескот. Скот Карсон је дебитовао као голман на овом мечу, а његова грешка довела је Хрватску до вођства од 1:0, а предност се, шест минута касније, удвостручила када је Ивица Олић погодио за 2:0. Енглеска се поправила у другом полувремену, Лампард је реализовао пенал, а Питер Крауч изједначио у 65. минуту. Ипак, Младен Петрић у 77.минуту постиже нови, трећи, гол за Хрватску и за, испоставило се коначних 3:2. Тако је Енглеска први пут још од Светског првенства 1994. године, пропустила да се квалификује на једно велико првенство.
Поглед на Макларена како стоји на додирној линији на киши током овог меча постао је трајна слика његовог мандата на клупи Енглеске, а медији су га означили као „The Wally with the brolly” (у преводу: "Глупан са кишобраном"). Макларен је после ове катастрофе одбио да поднесе оставку, али га је наредни дан фудбалски савез Енглеске (ФА) разрешио функције.

### Ера Фабија Капела и Роја Хоџсона (2010—2016)
После рутински одрађених квалификација у којима је имала девет победа и само један пораз (оба пута савладана Хрватска која је остала без пласмана на Мундијал), Енглеска се упутила на Светско првенство 2010. у Јужној Африци. Жреб је, као никада пре, био наклоњен Албиону пошто се нашао у групи Ц са селекцијама САД, Алжира и Словеније. Уводна утакмица против САД добро је започела поготком Џерарда, након само четири минута, али Клинт Демпси је изједначио спекулативним ударцем након грешке голмана Роберта Грина — меч се завршио резултатом 1 : 1. Други меч Енглеске против Алжира завршен је такође нерешеним резултатом, што је довело до тога да енглеска штампа доводи у питање Капелову тактику, као и дух и способност тима да поднесе притисак фаворита.
Голом Џермејна Дефоа савладана је Словенија с минималних 1 : 0, а овом победом је и математички обезбеђен пролаз у осмину финала. Како су Сједињене Америчке Државе савладале Алжир, то је значило да је Енглеска другопласирана и да иде на првопласирану репрезентацију групе Д, Немачку. Пресудни тренутак овог сусрета догодио се у 38. минуту; Немачка је водила са 2 : 1, али је Енглеска имала иницијативу. Након ударца са дистанце Френка Лампарда лопта се од пречке одбила иза гол-линије. Међутим, уругвајски линијски судија није сигнализирао погодак иако је Лампард већ почео да га прославља. У другом полувремену, Томас Милер је головима у 67. и 70. минуту поставио коначан резултат 4 : 1. Немачка јавност је тих дана овај непризнати и очигледни гол Лампарда називала правдом за финале Мундијала 1966. пошто је Енглезима у финалу био признат непостојећи гол.
Упркос неуспеху на Светском купу, Фабио Капело је остао на месту тренера Енглеске. За први пријатељски сусрет у новој сезони одабрао је селекцију Мађарске, изјавивши да размишља да поново позове Дејвида Бекама који, због повреде, није могао да наступи на Мундијалу у Јужној Африци. Утакмица је била слабо посећена и Енглеска је дала још један блед утисак, упркос победи од 2 : 1.
Енглеска је после жреба сврстана у групу Г квалификација за Европско првенство 2012. године, заједно с Бугарском, Швајцарском, Велсом и Црном Гором. Енглеска је савладала Бугарску и Швајцарску без проблема док је на Вемлбију одиграла нерешено 0 : 0 против селекције Црне Горе (што се сматрало неуспехом). Почетком 2011, Капело је обећао да ће направити корените промене на крилним позицијама, а Џек Вилшир, Џејмс Милнер и Тио Волкот импресионирали су у пријатељском мечу са Данском који је Енглеска добила резултатом 2 : 1. У наставку квалификација, Енглеска је доминантно савладала Велс на стадиону Миленијум”у Кардифу са 2 : 0. Након што је слаб учинак против Швајцарске код куће у јуну резултирао нерешеним резултатом 2 : 2, Енглеска је остварила још две победе: 3 : 0 у Бугарској и 1 : 0 код куће против Велса. Ове победе одвеле су их на Евро 2012, а квалификације су завршене новим нерешеним резултатом против Црне Горе 2 : 2 (изједначујући гол за Црну Гору постигао је Андрија Делибашић).
Непосредно пред почетак Првенства Европе 2012, Џону Терију је други пут одузета капитенска трака, након што је оптужен за кривична дела у вези с расизмом када је дошло до инцидента на утакмици Премијер лиге са играчем Квинс Парк рејнџерса, Антоном Фердинандом. Капело је рекао италијанским медијима да се не слаже са одлуком ФА да се Терију одузме капитенска трака. То је условило гласине да је Капело прекршио уговор не подржавајући одлуке извршног одбора. Дана 8. фебруара, ФА је потврдио да је Капело дао оставку с места селектора репрезентације.
Капелов бивши помоћник, Стјуарт Пирс, преузео је дужност селектора за пријатељски сусрет с Холандијом, који је Енглеска изгубила са 3 : 2, док је Скот Паркер преузео привремену улогу капитена. Дана 1. маја 2012. ФА је најавио да ће Рој Хоџсон преузети место тренера репрезентације. Доласком Хоџсона, Стивен Џерард, коначно, постаје капитен Енглеске.
Прва Хоџсонова такмичарска утакмица била је утакмица Европског првенства против Француске у Харкову, која је завршена без победника 1 : 1. Уследила је драматична победа од 3 : 2 над Шведском, такође у Харкову, а групна фаза завршена је напетом победом од 1 : 0 над домаћином Украјином. Ова победа довела је до тога да Енглеска буде на челу своје групе и да ће се састати са Италијом у четвртфиналу. После нерешеног резултата (0 : 0) након продужетака, у којима је Енглеска надиграна, али захваљујући голману Џоу Харту, који је више пута интервенисао, Енглеска је дошла до пенал серије у којој је још једном елиминисана и то резултатом 4 : 2.
Енглеска се, поново, рутински квалификовала за Светско првенство 2014. где је домаћин био Бразил. Међутим, на самом првенству, изабраници Роја Хоџсона претрпели су бламажу. Италија и Уругвај су са 2 : 1 савладали Енглеску, а круна неуспеха био је нерешен резултат против Костарике. Са само једним освојеним бодом, Енглеска је заузела последње место у групи, а укупно је била 26. селекција на целом шампионату.
Упркос овом неуспеху, ФА није сменила Роја Хоџсона с места селектора, те је он, успешно, предводио Енглеску у квалификацијама за Евро 2016. у којима је забележио најбољи скор у историји репрезентације када су квалификације у питању. Енглеска је остварила свих десет победа из исто толико сусрета уз гол-разлику 31 дат и само 3 примљена гола.
На самом првенству Европе, првом које је бројало 24 репрезентације, Енглеска није блистала. Нерешен резултат у првом колу групе Б извукла је Русија голом Василија Березуцког у 92. минуту. У сусрету с Велсом, Албион је до победе дошао такође у 92. минуту и то голом Данијела Стариџа, а у последњем мечу групе остварен је још један реми — против Словачке је било 0 : 0.
У осмини финала, макар на папиру, Енглеска је имала лак задатак — савладати дебитанта Европског првенства, репрезентацију Исланда. Иако су повели већ у 4. минуту преко Вејна Рунија из пенала, Исланд је за 14 минута потпуно преокренуо резултат головима Рагнара Сигурдсона и Колбејна Сигтоурсона (уз велике киксеве голмана Џоа Харта) за коначних 2 : 1, те је Исланд наставио са својим фудбалским сном, док се енглеска потенцијална бајка поново рано завршила. Одмах по завршетку меча, Рој Хоџсон је поднео оставку с места селектора.

#### Афера Сема Алардајса
Нешто мање од месец дана након пораза на Европском првенству, ФА је именовао менаџера Сандерланда, Сема Алардајса, за новог селектора националног тима. Алардајс је одлучио да одустане од пријатељских утакмица, па је његов први меч био на квалификационом турниру за одлазак на Светско првенство у Русију 2018. против Словачке. Енглеска је у Трнави успела да победи са 1 : 0, а једини гол постигао је Адам Лалана у судијској надокнади.
Убрзо пре следеће рунде квалификационих мечева, Дејли телеграф објавио је причу о појављивању у јавности Алардајса с групом азијских бизнисмена, за које је касније откривено да су тајни новинари. На овом састанку, Алардајс се отворено ругао свом претходнику Роју Хоџсону, али и Војводи од Кембриџа. Иако се убрзо јавно извинио, ФА му је уручио отказ због недоличног понашања. Његов мандат од 67 дана најкраћи је за сталног тренера у историји Енглеске репрезентације.

### Смена генерација и долазак Гарета Саутгејта (2016—данас)
Двадесет седмог септембра 2016, Гарет Саутгејт, бивши дугогодишњи репрезентативац (играо од 1995. до 2004. године) напустио је место селектора младе репрезентације до 21 године и постављен је на привремено задужење селектора А репрезентације Енглеске. Тридесетог новембра је именован за сталног изабраника Енглеске, на основу четворогодишњег уговора. Под тренерском палицом Саутгејта, Енглеска је завршила прва у својој квалификационој групи за Светско првенство 2018, са осам победа и два ремија, постигавши 18 голова и примивши само три.
На Светском првенству које се 2018. године одржавало у Русији, Енглеска је извучена у групи са Белгијом, Тунисом и Панамом. Мундијал су започели победом против Туниса резултатом 2 : 1, с два поготка капитена Харија Кејна. Потом су декласирали Панаму са 6 : 1, што је уједно највећа победа Енглеске на неком Светском купу или Европском првенству. На том мечу, два гола је дао Џон Стоунс, три гола Кејн и један гол Џеси Лингард. С већ загарантованим учешћем у нокаут фази, Енглеска је изгубила са 1 : 0 од Белгије и на крају завршила на другом месту у групи.
Енглеска је у осмини финала играла против Колумбије, први пут још од 1998. године. Водили су Енглези 1:0 голом Кејна са беле тачке, али су у надокнади времена примили гол за изједначење. Утакмица је отишла у једанаестерце који, по обичају, нису срећни за Енглезе. Ипак, овога пута, „Албион” је са 4 : 3 тријумфовао и отишао у четвртфинале. Била је то прва победа Енглеске након извођења пенала на Светским првенствима. На овом првенству, Енглеска је прекинула још један неславан пост — победом против Шведске са 2:0 у четвртфиналу (головима Харија Мегвајера и Деле Алија) се први пут (још од 1990) пласирала у полуфинале Светског првенства.
Енглеска је играла против Хрватске у полуфиналу и то 11. јула. Изгубили су резултатом 2 : 1 упркос томе што су повели раним голом Кирана Трипијера из слободног ударца и доминирали у првом полувремену. Голом Ивана Перишића у 68. минуту, меч је одведен у продужетке, а Марио Манџукић постигао је победоносни гол и одвео Хрватску у њихово прво финале. Енглеска је поново играла са Белгијом, овог пута у борби за треће место и бронзану медаљу. На крају је изгубила резултатом 2 : 0 и тако, баш као 1990, заузела четврто место.
Упркос чињеници да су били јако близу пласмана и у само финале, овај учинак Енглеске оцењен је позитивно, без замерки на рачун Гарета Саутгејта који је направио тим без великом имена, звезде, као што је то било претходних година уз велики број играча Тотенхема.
Добре игре са Мундијала у Русији Саутгејт је пренео и на ново Уефино такмичење, Лигу нација. У првој сезони, Енглеска је била у групи са Шпанијом и Хрватском. Забележила је: две победе (против Хрватске 2 : 1, против Шпаније 3 : 2), један нерешен резултат (против Хрватске 0:0) и један пораз на самом старту такмичења (против Шпаније 2 : 1).. Као првопласирана репрезентација групе 4 Лиге А, Енглези одлазе у плеј-оф.
У полуфиналу плеј-офа поражени су, након продужетка, од Холандије се 3 : 1. У утакмици за треће место, Енглеској се опет срећа осмехнула у пенал серији. Након истека регуларног дела (0 : 0) против Швајцарске, Енглеска је резултатом 6 : 5, после пенала, дошла до бронзане медаље најмлађег Уефиног репрезентативног такмичења.

## Рекорди

### Највише одиграних утакмица
| Позиција | Фудбалер      | Репрезентативна каријера | Број утакмица | Број голова |
| -------- | ------------- | ------------------------ | ------------- | ----------- |
| 1.       | Питер Шилтон  | 1970—1990.               | 125           | 0           |
| 2.       | Вејн Руни     | 2003—2018.               | 120           | 53          |
| 3.       | Дејвид Бекам  | 1996—2010.               | 115           | 17          |
| 4.       | Стивен Џерард | 2000—2014                | 114           | 21          |
| 5.       | Боби Мур      | 1962—1974.               | 108           | 2           |
| 6.       | Ешли Кол      | 2001—2014.               | 107           | 0           |
| 7.       | Боби Чарлтон  | 1958—1970.               | 106           | 49          |
| 8.       | Френк Лампард | 1999—2014.               | 106           | 29          |
| 9.       | Били Брајт    | 1947—1959.               | 105           | 3           |
| 10.      | Брајан Робсон | 1980—1992.               | 90            | 26          |

### Најбољи стрелци
| Позиција | Фудбалер       | Репрезентативна каријера | Број голова | Број утакмица | Просјечно |
| -------- | -------------- | ------------------------ | ----------- | ------------- | --------- |
| 1.       | Вејн Руни      | 2003—2018.               | 53          | 120           | 0,44      |
| 2.       | Боби Чарлтон   | 1958—1970.               | 49          | 106           | 0,46      |
| 3.       | Гери Линекер   | 1984—1992.               | 48          | 80            | 0,60      |
| 4.       | Џими Гривс     | 1959—1967.               | 44          | 57            | 0,77      |
| 5.       | Мајкл Овен     | 1998—2008.               | 40          | 89            | 0,44      |
| 6.       | Хари Кејн      | 2015—данас               | 32          | 51            | 0,44      |
| 7.       | Нејт Луфтхаус  | 1950—1958.               | 30          | 33            | 0,90      |
| 7.       | Алан Ширер     | 1992—2000.               | 30          | 63            | 0,47      |
| 7.       | Том Фини       | 1946—1958.               | 30          | 76            | 0,39      |
| 10.      | Вивиан Вудворд | 1903—1911.               | 29          | 23            | 1,26      |
| 10.      | Френк Лампард  | 1999—2014.               | 29          | 106           | 0,27      |
| 12.      | Стиви Блумер   | 1895—1907.               | 28          | 23            | 1,21      |

## Резултати репрезентације

### Светска првенства
| Година | Коло                  | Пласман               | ИГ                    | П                     | Н*                    | И                     | ГД                    | ГП                    |
| ------ | --------------------- | --------------------- | --------------------- | --------------------- | --------------------- | --------------------- | --------------------- | --------------------- |
| 1930.  | Није учествовала      | Није учествовала      | Није учествовала      | Није учествовала      | Није учествовала      | Није учествовала      | Није учествовала      | Није учествовала      |
| 1934.  | Није учествовала      | Није учествовала      | Није учествовала      | Није учествовала      | Није учествовала      | Није учествовала      | Није учествовала      | Није учествовала      |
| 1938.  | Није учествовала      | Није учествовала      | Није учествовала      | Није учествовала      | Није учествовала      | Није учествовала      | Није учествовала      | Није учествовала      |
| 1950.  | Групна фаза           | 8                     | 3                     | 1                     | 0                     | 2                     | 2                     | 2                     |
| 1954.  | Четвртфинале          | 6                     | 3                     | 1                     | 1                     | 1                     | 8                     | 8                     |
| 1958.  | Групна фаза           | 11                    | 4                     | 0                     | 3                     | 1                     | 4                     | 5                     |
| 1962.  | Четврфинале           | 8                     | 4                     | 1                     | 1                     | 2                     | 5                     | 6                     |
| 1966.  | Првак                 | 1                     | 6                     | 5                     | 1                     | 0                     | 11                    | 3                     |
| 1970.  | Четвртфинале          | 8                     | 4                     | 2                     | 0                     | 2                     | 4                     | 4                     |
| 1974.  | Није се квалификовала | Није се квалификовала | Није се квалификовала | Није се квалификовала | Није се квалификовала | Није се квалификовала | Није се квалификовала | Није се квалификовала |
| 1978.  | Није се квалификовала | Није се квалификовала | Није се квалификовала | Није се квалификовала | Није се квалификовала | Није се квалификовала | Није се квалификовала | Није се квалификовала |
| 1982.  | Друга фаза            | 6                     | 5                     | 3                     | 2                     | 0                     | 6                     | 1                     |
| 1986.  | Четвртфинале          | 8                     | 5                     | 2                     | 1                     | 2                     | 7                     | 3                     |
| 1990.  | 4. место              | 4                     | 7                     | 3                     | 3                     | 1                     | 8                     | 6                     |
| 1994.  | Није се квалификовала | Није се квалификовала | Није се квалификовала | Није се квалификовала | Није се квалификовала | Није се квалификовала | Није се квалификовала | Није се квалификовала |
| 1998.  | Друга фаза            | 9                     | 4                     | 2                     | 1                     | 1                     | 7                     | 4                     |
| 2002.  | Четвртфинале          | 6                     | 5                     | 2                     | 2                     | 1                     | 6                     | 3                     |
| 2006.  | Четвртфинале          | 7                     | 5                     | 3                     | 2                     | 0                     | 6                     | 2                     |
| 2010.  | Осмина финала         | 13                    | 4                     | 1                     | 2                     | 1                     | 3                     | 5                     |
| 2014.  | Групна фаза           | 26                    | 3                     | 0                     | 1                     | 2                     | 2                     | 4                     |
| 2018.  | 4. место              | 4                     | 7                     | 3                     | 1                     | 3                     | 12                    | 8                     |
| 2022.  | Четвртфинале          | 6                     | 5                     | 3                     | 1                     | 1                     | 13                    | 4                     |
| Укупно | 16/22                 | 1 титула              | 74                    | 32                    | 22                    | 20                    | 104                   | 68                    |

### Европска првенства
| Година | Коло                  | Пласман               | ИГ                    | П                     | Н*                    | И                     | ГД                    | ГП                    |
| ------ | --------------------- | --------------------- | --------------------- | --------------------- | --------------------- | --------------------- | --------------------- | --------------------- |
| 1960.  | Није учествовала      | Није учествовала      | Није учествовала      | Није учествовала      | Није учествовала      | Није учествовала      | Није учествовала      | Није учествовала      |
| 1964.  | Није се квалификовала | Није се квалификовала | Није се квалификовала | Није се квалификовала | Није се квалификовала | Није се квалификовала | Није се квалификовала | Није се квалификовала |
| 1968.  | 3. место              | 3                     | 2                     | 1                     | 0                     | 1                     | 2                     | 1                     |
| 1972.  | Није се квалификовала | Није се квалификовала | Није се квалификовала | Није се квалификовала | Није се квалификовала | Није се квалификовала | Није се квалификовала | Није се квалификовала |
| 1976.  | Није се квалификовала | Није се квалификовала | Није се квалификовала | Није се квалификовала | Није се квалификовала | Није се квалификовала | Није се квалификовала | Није се квалификовала |
| 1980.  | Групна фаза           | 6                     | 3                     | 1                     | 1                     | 1                     | 3                     | 3                     |
| 1984.  | Није се квалификовала | Није се квалификовала | Није се квалификовала | Није се квалификовала | Није се квалификовала | Није се квалификовала | Није се квалификовала | Није се квалификовала |
| 1988.  | Групна фаза           | 7                     | 3                     | 0                     | 0                     | 3                     | 2                     | 7                     |
| 1992.  | Групна фаза           | 7                     | 3                     | 0                     | 2                     | 1                     | 1                     | 2                     |
| 1996.  | Полуфинале            | 3                     | 5                     | 2                     | 3                     | 0                     | 8                     | 3                     |
| 2000.  | Групна фаза           | 11                    | 3                     | 1                     | 0                     | 2                     | 5                     | 6                     |
| 2004.  | Четвртфинале          | 5                     | 4                     | 2                     | 1                     | 1                     | 10                    | 6                     |
| 2008.  | Није се квалификовала | Није се квалификовала | Није се квалификовала | Није се квалификовала | Није се квалификовала | Није се квалификовала | Није се квалификовала | Није се квалификовала |
| 2012.  | Четвртфинале          | 5                     | 4                     | 2                     | 2                     | 0                     | 5                     | 3                     |
| 2016.  | Осмина финала         | 12                    | 4                     | 1                     | 2                     | 1                     | 4                     | 4                     |
| 2020.  | Финале                | 2                     | 7                     | 5                     | 2                     | 0                     | 11                    | 2                     |
| 2024.  | Финале                | 2                     | 7                     | 3                     | 3                     | 1                     | 8                     | 6                     |
| Укупно | 11/17                 | Финале                | 45                    | 18                    | 16                    | 11                    | 59                    | 43                    |

### Лига нација
| Рекорди у Лиги нација | Рекорди у Лиги нација | Рекорди у Лиги нација | Рекорди у Лиги нација | Рекорди у Лиги нација | Рекорди у Лиги нација | Рекорди у Лиги нација | Рекорди у Лиги нација | Рекорди у Лиги нација | Рекорди у Лиги нација | Рекорди у Лиги нација |
| Сезона                | Лига                  | Група                 | ИГ                    | П                     | Н                     | И                     | ГД                    | ГП                    | П/И                   | Поз.                  |
| --------------------- | --------------------- | --------------------- | --------------------- | --------------------- | --------------------- | --------------------- | --------------------- | --------------------- | --------------------- | --------------------- |
| 2018/19.              | А                     | 4                     | 6                     | 2                     | 2                     | 2                     | 7                     | 8                     | Same position         | 3.                    |
| 2020/21.              | А                     | 2                     | 6                     | 3                     | 1                     | 2                     | 7                     | 4                     | Same position         | 9.                    |
| 2022/23.              | А                     | 3                     | 6                     | 0                     | 3                     | 3                     | 4                     | 10                    | Пад                   | 15.                   |
| Укупно                | Укупно                | Укупно                | 18                    | 5                     | 6                     | 7                     | 18                    | 22                    |                       |                       |

## Састав репрезентације
Подаци ажурирани 18. новембра 2020. године, након утакмице са Исландом:
| Име                      | Датум рођења  | Број наступа | Број голова | Клуб               |         |         |
| Голмани                  | Голмани       | Голмани      | Голмани     | Голмани            | Голмани | Голмани |
| ------------------------ | ------------- | ------------ | ----------- | ------------------ | ------- | ------- |
| Џордан Пикфорд           | 7. 3. 1994.   | 30           | 0           | ФК Евертон         |         |         |
| Одбрамбени фудбалери     |               |              |             |                    |         |         |
| Кајл Вокер               | 28. 5. 1990.  | 53           | 0           | Манчестер Сити     |         |         |
| Бен Чилвел               | 21. 12. 1996. | 12           | 0           | Челси              |         |         |
| Хари Магвајер            | 5. 3. 1993.   | 30           | 2           | Манчестер јунајтед |         |         |
| Киран Трипијер           | 19. 9. 1990.  | 25           | 1           | ФК Њукасл          |         |         |
| Фудбалери средине терена |               |              |             |                    |         |         |
| Мејсон Маунт             | 10. 1. 1999.  | 13           | 3           | Манчестер Јунајтед |         |         |
| Деклан Рајс              | 14. 1. 1999.  | 13           | 1           | ФК Арсенал         |         |         |
| Џордан Хендерсон         | 17. 6. 1990.  | 13           | 1           | Ел Етифак          |         |         |
| Џек Грилиш               | 10. 9. 1995.  | 5            | 0           | Манчестер Сити     |         |         |
| Џуд Белингем             | 29. 6. 2003.  | 1            | 0           | Реал Мадрид        |         |         |
| Фил Фоден                | 28. 5. 2000.  | 3            | 2           | Манчестер Сити     |         |         |
| Нападачи                 |               |              |             |                    |         |         |
| Хари Кејн                | 28. 7. 1993.  | 51           | 32          | Бајерн Михнен      |         |         |
| Џејдон Санчо             | 15. 3. 2000.  | 18           | 3           | Манчестер Јунајтед |         |         |
| Букајо Сака              | 5. 6. 2001.   | 4            | 0           | Арсенал            |         |         |

## Позиција на Фифиној ранг-листи
Према Међународној федерацији фудбалских асоцијација (Фифа), репрезентација Енглеске је у августу 2012. године била трећа на ранг-листи, што је њен највиши пласман. Најниже се рангирала у фебруару 1996, када је била на 27. месту на свету. Други најбољи пласман, Енглеска је остварила 2019. и 2020. године као четвртопласирана на Фифиној ранг-листи.
У следећој табели су приказане позиције енглеске репрезентације на Фифиној ранг-листи током година:
| Година | Позиција | Највиша | Најнижа |
| ------ | -------- | ------- | ------- |
| 1993.  | 11       | 5       | 11      |
| 1994.  | 18       | 12      | 18      |
| 1995.  | 21       | 18      | 22      |
| 1996.  | 12       | 12      | 27      |
| 1997.  | 4        | 4       | 14      |
| 1998.  | 9        | 5       | 11      |
| 1999.  | 12       | 10      | 14      |
| 2000.  | 17       | 11      | 17      |
| 2001.  | 10       | 9       | 17      |
| 2002.  | 7        | 6       | 12      |
| 2003.  | 8        | 6       | 10      |
| 2004.  | 8        | 6       | 13      |
| 2005.  | 9        | 6       | 11      |

| Година | Позиција | Највиша | Најнижа |
| ------ | -------- | ------- | ------- |
| 2006.  | 5        | 4       | 10      |
| 2007.  | 12       | 6       | 12      |
| 2008.  | 8        | 8       | 15      |
| 2009.  | 9        | 6       | 9       |
| 2010.  | 6        | 6       | 9       |
| 2011.  | 5        | 4       | 8       |
| 2012.  | 6        | 3       | 7       |
| 2013.  | 13       | 4       | 17      |
| 2014.  | 13       | 10      | 20      |
| 2015.  | 9        | 8       | 18      |
| 2016.  | 13       | 9       | 13      |
| 2017.  | 15       | 13      | 15      |
| 2018.  | 5        | 5       | 16      |
| 2019.  | 4        | 4       | 4       |
| 2020.  | 4        | 4       | 4       |